# Кубок Англії з футболу 1960—1961
Кубок Англії з футболу 1960—1961 — 80-й розіграш найстарішого футбольного турніру у світі, Кубка виклику Футбольної Асоціації, також відомого як Кубок Англії. Втретє титул здобув Тоттенгем Готспур.

## Перший раунд
| Дата                     | Господарі            | Рахунок | Гості               |
| ------------------------ | -------------------- | ------- | ------------------- |
| 5 листопада              | Ашфорд Таун          | 1:2     | Джиллінгем          |
| 5 листопада              | Честер Сіті          | 0:1     | Карлайл Юнайтед     |
| 5 листопада              | Честерфілд           | 3:3     | Донкастер Роверз    |
| 9 листопада Перегравання | Донкастер Роверз     | 0:1     | Честерфілд          |
| 5 листопада              | Дарлінгтон           | 2:0     | Грімсбі Таун        |
| 5 листопада              | Бристоль Сіті        | 11:0    | Чичестер Сіті       |
| 5 листопада              | Саттон Юнайтед       | 2:2     | Ромфорд             |
| 9 листопада Перегравання | Ромфорд              | 3:0     | Саттон Юнайтед      |
| 5 листопада              | Вотфорд              | 2:2     | Брентфорд           |
| 8 листопада Перегравання | Брентфорд            | 0:2     | Вотфорд             |
| 5 листопада              | Веймут               | 1:3     | Торкі Юнайтед       |
| 5 листопада              | Редінг               | 6:2     | Міллволл            |
| 5 листопада              | Волсолл              | 0:1     | Йовіл Таун          |
| 5 листопада              | Кру Александра       | 1:1     | Рочдейл             |
| 8 листопада Перегравання | Рочдейл              | 1:2     | Кру Александра      |
| 5 листопада              | Свіндон Таун         | 2:2     | Бат Сіті            |
| 9 листопада Перегравання | Бат Сіті             | 4:6     | Свіндон Таун        |
| 5 листопада              | Шрусбері Таун        | 4:1     | Ньюпорт Каунті      |
| 5 листопада              | Бішоп Окленд         | 3:2     | Брідлінгтон Таун    |
| 5 листопада              | Транмер Роверз       | 1:0     | Бері                |
| 5 листопада              | Стокпорт Каунті      | 1:0     | Воркінгтон          |
| 5 листопада              | Дувр                 | 1:4     | Пітерборо Юнайтед   |
| 5 листопада              | Вікем Вондерерз      | 1:2     | Кеттерінг Таун      |
| 5 листопада              | Квінз Парк Рейнджерс | 3:2     | Волтемстоу Авеню    |
| 5 листопада              | Бангор Сіті          | 1:0     | Рексем              |
| 5 листопада              | Аккрінгтон Стенлі    | 2:1     | Барроу              |
| 5 листопада              | Нортгемптон Таун     | 2:1     | Гастінгс Юнайтед    |
| 5 листопада              | Ріл                  | 0:1     | Олдем Атлетік       |
| 5 листопада              | Бредфорд Сіті        | 0:0     | Скарборо            |
| 9 листопада Перегравання | Скарборо             | 1:2     | Бредфорд Сіті       |
| 5 листопада              | Галл Сіті            | 3:0     | Саттон Таун         |
| 5 листопада              | Крістал Пелес        | 6:2     | Гітчін Таун         |
| 5 листопада              | Вустер Сіті          | 1:4     | Ковентрі Сіті       |
| 5 листопада              | Ексетер Сіті         | 1:1     | Борнмут             |
| 9 листопада Перегравання | Борнмут              | 3:1     | Ексетер Сіті        |
| 5 листопада              | Менсфілд Таун        | 3:1     | Блайт Спартанс      |
| 5 листопада              | Галіфакс Таун        | 5:1     | Гартліпул Юнайтед   |
| 5 листопада              | Саутпорт             | 7:2     | Маклсфілд Таун      |
| 5 листопада              | Клактон              | 1:3     | Саутенд Юнайтед     |
| 5 листопада              | Йорк Сіті            | 0:0     | Бредфорд Парк-Авеню |
| 9 листопада Перегравання | Бредфорд Парк-Авеню  | 0:2     | Йорк Сіті           |
| 5 листопада              | Олдершот             | 2:0     | Ноттс Каунті        |
| 5 листопада              | Ґейтсгед             | 0:0     | Барнслі             |
| 9 листопада Перегравання | Барнслі              | 2:0     | Ґейтсгед            |
| 5 листопада              | Колчестер Юнайтед    | 5:0     | Мейденгед Юнайтед   |
| 5 листопада              | Челмсфорд Сіті       | 2:3     | Порт Вейл           |
| 5 листопада              | Гендон               | 2:2     | Оксфорд Юнайтед     |
| 9 листопада Перегравання | Оксфорд Юнайтед      | 3:2     | Гендон              |
| 5 листопада              | Бріджвотер Юнайтед   | 3:0     | Герефорд Юнайтед    |
| 5 листопада              | Лафборо Юнайтед      | 0:0     | Кінгс-Лінн          |
| 9 листопада Перегравання | Кінгс-Лінн           | 3:0     | Лафборо Юнайтед     |

## Другий раунд
До другого раунду увійшли переможці першого раунду. 
| Дата                      | Господарі            | Рахунок | Гості              |
| ------------------------- | -------------------- | ------- | ------------------ |
| 26 листопада              | Честерфілд           | 4:4     | Олдем Атлетік      |
| 29 листопада Перегравання | Олдем Атлетік        | 0:3     | Честерфілд         |
| 26 листопада              | Дарлінгтон           | 1:1     | Галл Сіті          |
| 28 листопада Перегравання | Галл Сіті            | 1:1     | Дарлінгтон         |
| 5 грудня Перегравання     | Дарлінгтон           | 1:1     | Галл Сіті          |
| 12 грудня Перегравання    | Галл Сіті            | 0:0     | Дарлінгтон         |
| 15 грудня Перегравання    | Дарлінгтон           | 0:3     | Галл Сіті          |
| 26 листопада              | Борнмут              | 3:1     | Йовіл Таун         |
| 26 листопада              | Редінг               | 4:2     | Кеттерінг Таун     |
| 26 листопада              | Джиллінгем           | 3:2     | Саутенд Юнайтед    |
| 26 листопада              | Свіндон Таун         | 0:1     | Шрусбері Таун      |
| 26 листопада              | Стокпорт Каунті      | 2:0     | Бішоп Окленд       |
| 26 листопада              | Квінз Парк Рейнджерс | 1:2     | Ковентрі Сіті      |
| 26 листопада              | Бангор Сіті          | 1:1     | Саутпорт           |
| 29 листопада Перегравання | Саутпорт             | 3:1     | Бангор Сіті        |
| 26 листопада              | Кінгс-Лінн           | 2:2     | Бристоль Сіті      |
| 29 листопада Перегравання | Бристоль Сіті        | 3:0     | Кінгс-Лінн         |
| 26 листопада              | Бредфорд Сіті        | 1:2     | Барнслі            |
| 26 листопада              | Крістал Пелес        | 0:0     | Вотфорд            |
| 29 листопада Перегравання | Вотфорд              | 1:0     | Крістал Пелес      |
| 26 листопада              | Порт Вейл            | 2:1     | Карлайл Юнайтед    |
| 26 листопада              | Торкі Юнайтед        | 1:3     | Пітерборо Юнайтед  |
| 26 листопада              | Олдершот             | 3:1     | Колчестер Юнайтед  |
| 26 листопада              | Ромфорд              | 1:5     | Нортгемптон Таун   |
| 26 листопада              | Оксфорд Юнайтед      | 2:1     | Бріджвотер Юнайтед |
| 29 листопада              | Галіфакс Таун        | 2:2     | Кру Александра     |
| 5 грудня Перегравання     | Кру Александра       | 3:0     | Галіфакс Таун      |
| 30 листопада              | Транмер Роверз       | 1:1     | Йорк Сіті          |
| 5 грудня Перегравання     | Йорк Сіті            | 2:1     | Транмер Роверз     |
| 30 листопада              | Аккрінгтон Стенлі    | 3:0     | Менсфілд Таун      |

## Третій раунд
| Дата                  | Господарі                | Рахунок | Гості                   |
| --------------------- | ------------------------ | ------- | ----------------------- |
| 7 січня               | Честерфілд               | 0:0     | Блекберн Роверз         |
| 11 січня Перегравання | Блекберн Роверз          | 3:0     | Честерфілд              |
| 7 січня               | Бернлі                   | 1:0     | Борнмут                 |
| 7 січня               | Ліверпуль                | 3:2     | Ковентрі Сіті           |
| 7 січня               | Престон Норт-Енд         | 1:1     | Аккрінгтон Стенлі       |
| 9 січня Перегравання  | Аккрінгтон Стенлі        | 0:4     | Престон Норт-Енд        |
| 7 січня               | Саутгемптон              | 7:1     | Іпсвіч Таун             |
| 7 січня               | Редінг                   | 1:1     | Барнслі                 |
| 11 січня Перегравання | Барнслі                  | 3:1     | Редінг                  |
| 7 січня               | Джиллінгем               | 2:6     | Лейтон Орієнт           |
| 7 січня               | Лестер Сіті              | 3:1     | Оксфорд Юнайтед         |
| 7 січня               | Ноттінгем Форест         | 0:2     | Бірмінгем Сіті          |
| 7 січня               | Шеффілд Венсдей          | 2:0     | Лідс Юнайтед            |
| 7 січня               | Вулвергемптон Вондерерз  | 1:1     | Гаддерсфілд Таун        |
| 11 січня Перегравання | Гаддерсфілд Таун         | 2:1     | Вулвергемптон Вондерерз |
| 7 січня               | Сандерленд               | 2:1     | Арсенал                 |
| 7 січня               | Лінкольн Сіті            | 3:1     | Вест-Бромвіч Альбіон    |
| 7 січня               | Лутон Таун               | 4:0     | Нортгемптон Таун        |
| 7 січня               | Евертон                  | 0:1     | Шеффілд Юнайтед         |
| 7 січня               | Стокпорт Каунті          | 3:1     | Саутпорт                |
| 7 січня               | Ньюкасл Юнайтед          | 5:0     | Фулгем                  |
| 7 січня               | Тоттенгем Готспур        | 3:2     | Чарльтон Атлетік        |
| 7 січня               | Бристоль Роверз          | 1:1     | Астон Вілла             |
| 9 січня Перегравання  | Астон Вілла              | 4:0     | Бристоль Роверз         |
| 7 січня               | Портсмут                 | 1:2     | Пітерборо Юнайтед       |
| 7 січня               | Вест Гем Юнайтед         | 2:2     | Сток Сіті               |
| 9 січня Перегравання  | Сток Сіті                | 1:0     | Вест Гем Юнайтед        |
| 7 січня               | Брайтон енд Гоув Альбіон | 3:1     | Дербі Каунті            |
| 7 січня               | Манчестер Юнайтед        | 3:0     | Мідлсбро                |
| 7 січня               | Плімут Аргайл            | 0:1     | Бристоль Сіті           |
| 7 січня               | Галл Сіті                | 0:1     | Болтон Вондерерз        |
| 7 січня               | Челсі                    | 1:2     | Кру Александра          |
| 7 січня               | Сканторп Юнайтед         | 6:2     | Блекпул                 |
| 7 січня               | Кардіфф Сіті             | 1:1     | Манчестер Сіті          |
| 11 січня Перегравання | Манчестер Сіті           | 0:0     | Кардіфф Сіті            |
| 16 січня Перегравання | Кардіфф Сіті             | 0:2     | Манчестер Сіті          |
| 7 січня               | Свонсі Сіті              | 3:0     | Порт Вейл               |
| 7 січня               | Йорк Сіті                | 1:1     | Норвіч Сіті             |
| 11 січня Перегравання | Норвіч Сіті              | 1:0     | Йорк Сіті               |
| 7 січня               | Ротергем Юнайтед         | 1:0     | Вотфорд                 |
| 7 січня               | Олдершот                 | 1:1     | Шрусбері Таун           |
| 11 січня Перегравання | Шрусбері Таун            | 2:2     | Олдершот                |
| 16 січня Перегравання | Олдершот                 | 2:0     | Шрусбері Таун           |

## Четвертий раунд
У цьому раунді зіграли переможці попереднього етапу.
| Дата                  | Господарі                | Рахунок | Гості                    |
| --------------------- | ------------------------ | ------- | ------------------------ |
| 28 січня              | Ліверпуль                | 0:2     | Сандерленд               |
| 28 січня              | Саутгемптон              | 0:1     | Лейтон Орієнт            |
| 28 січня              | Шеффілд Венсдей          | 1:1     | Манчестер Юнайтед        |
| 1 лютого Перегравання | Манчестер Юнайтед        | 2:7     | Шеффілд Венсдей          |
| 28 січня              | Болтон Вондерерз         | 3:3     | Блекберн Роверз          |
| 1 лютого Перегравання | Блекберн Роверз          | 4:0     | Болтон Вондерерз         |
| 28 січня              | Шеффілд Юнайтед          | 3:1     | Лінкольн Сіті            |
| 28 січня              | Тоттенгем Готспур        | 5:1     | Кру Александра           |
| 28 січня              | Брайтон енд Гоув Альбіон | 3:3     | Бернлі                   |
| 31 січня Перегравання | Бернлі                   | 2:0     | Брайтон енд Гоув Альбіон |
| 28 січня              | Сканторп Юнайтед         | 1:4     | Норвіч Сіті              |
| 28 січня              | Свонсі Сіті              | 2:1     | Престон Норт-Енд         |
| 28 січня              | Сток Сіті                | 0:0     | Олдершот                 |
| 1 лютого Перегравання | Олдершот                 | 0:0     | Сток Сіті                |
| 6 лютого Перегравання | Сток Сіті                | 3:0     | Олдершот                 |
| 28 січня              | Пітерборо Юнайтед        | 1:1     | Астон Вілла              |
| 1 лютого Перегравання | Астон Вілла              | 2:1     | Пітерборо Юнайтед        |
| 28 січня              | Бірмінгем Сіті           | 4:0     | Ротергем Юнайтед         |
| 31 січня              | Лестер Сіті              | 5:1     | Бристоль Сіті            |
| 1 лютого              | Лутон Таун               | 3:1     | Манчестер Сіті           |
| 1 лютого              | Ньюкасл Юнайтед          | 4:0     | Стокпорт Каунті          |
| 1 лютого              | Гаддерсфілд Таун         | 1:1     | Барнслі                  |
| 6 лютого Перегравання | Барнслі                  | 1:0     | Гаддерсфілд Таун         |

## П'ятий раунд
На цьому етапі зіграли переможці попереднього раунду.
| Дата                   | Господарі       | Рахунок | Гості             |
| ---------------------- | --------------- | ------- | ----------------- |
| 18 лютого              | Бернлі          | 4:0     | Свонсі Сіті       |
| 18 лютого              | Астон Вілла     | 0:2     | Тоттенгем Готспур |
| 18 лютого              | Шеффілд Юнайтед | 2:1     | Блекберн Роверз   |
| 18 лютого              | Бірмінгем Сіті  | 1:1     | Лестер Сіті       |
| 22 лютого Перегравання | Лестер Сіті     | 2:1     | Бірмінгем Сіті    |
| 18 лютого              | Ньюкасл Юнайтед | 3:1     | Сток Сіті         |
| 18 лютого              | Барнслі         | 1:0     | Лутон Таун        |
| 18 лютого              | Норвіч Сіті     | 0:1     | Сандерленд        |
| 18 лютого              | Лейтон Орієнт   | 0:2     | Шеффілд Венсдей   |

## Шостий раунд
На цьому етапі зіграли переможці попереднього раунду.
| Дата                   | Господарі         | Рахунок | Гості             |
| ---------------------- | ----------------- | ------- | ----------------- |
| 4 березня              | Лестер Сіті       | 0:0     | Барнслі           |
| 8 березня Перегравання | Барнслі           | 1:2     | Лестер Сіті       |
| 4 березня              | Шеффілд Венсдей   | 0:0     | Бернлі            |
| 7 березня Перегравання | Бернлі            | 2:0     | Шеффілд Венсдей   |
| 4 березня              | Сандерленд        | 1:1     | Тоттенгем Готспур |
| 8 березня Перегравання | Тоттенгем Готспур | 5:0     | Сандерленд        |
| 4 березня              | Ньюкасл Юнайтед   | 0:2     | Шеффілд Юнайтед   |

## Півфінали
У півфіналах зіграли команди, що перемогли на попередньому етапі.
| Дата                    | Господарі         | Рахунок | Гості           |
| ----------------------- | ----------------- | ------- | --------------- |
| 18 березня              | Лестер Сіті       | 0:0     | Шеффілд Юнайтед |
| 23 березня Перегравання | Шеффілд Юнайтед   | 0:0 дч  | Лестер Сіті     |
| 27 березня Перегравання | Лестер Сіті       | 2:0     | Шеффілд Юнайтед |
| 18 березня              | Тоттенгем Готспур | 5:0     | Бернлі          |

## Фінал
| 6 травня 1961 |

| Тоттенгем Готспур   | 2:0      | Лестер Сіті |
| ------------------- | -------- | ----------- |
| Сміт 66' Дайсон 75' | Протокол |             |

| Вемблі, Лондон Глядачів: 100 000 Арбітр: Джон Келлі |